# 家庭教師ヒットマンREBORN! キャラクターアルバム SONG "RED" 〜famiglia〜
『家庭教師ヒットマンREBORN! キャラクターアルバム SONG "RED" 〜famiglia〜』は、家庭教師ヒットマンREBORN!のキャラクターソング・アルバムである。

## 概要
アニメ「家庭教師ヒットマンREBORN!」のキャラクターが歌うキャラクターソングアルバムの第1弾。第1弾のREDは登場人物・ツナのファミリー的存在のキャラクターの曲を中心に収録。

## 収録曲
1. RIGHT NOW / 沢田綱吉(CV:國分優香里)&バジル(CV:寺崎裕香)
2. YELL / 獄寺隼人(CV:市瀬秀和)
3. 雨のメッセージ / 山本武(CV:井上優)
4. Destiny / リボーン(CV:ニーコ)
5. また明日! / 笹川了平(CV:木内秀信)
6. Tatta Latta / 笹川京子(CV:稲村優奈)&三浦ハル(CV:吉田仁美)&ランボ(CV:竹内順子)&イーピン(CV:チャン・リーメイ)&クローム髑髏(CV:明坂聡美)
7. Be more / ディーノ(CV:KENN)
8. 証 / 雲雀恭弥(CV:近藤隆)